# بيتر فان دين بوسك
بيتر فان دين بوسك مواليد 31 أكتوبر 1927 في بلجيكا - الوفاة 31 يناير 2009، كان لاعب كرة قدم بلجيكي كان يلعب في مركز الوسط. سبق له أن لعب في كأس العالم لكرة القدم مع منتخب بلاده وذلك في مونديال عام 1954.

## المسيرة الاحترافية

### أندية لعب لها
- نادي رويال أندرلخت
- نادي مونز

## روابط خارجية
- بيتر فان دين بوسك على موقع الاتحاد الدولي (مؤرشف)  (الإنجليزية)
- بيتر فان دين بوسك على موقع الاتحاد البلجيكي (الإنجليزية)
- بيتر فان دين بوسك على موقع قاعدة بيانات كرة القدم.إي يو (الإنجليزية)
- بيتر فان دين بوسك على موقع ناشيونال فوتبول تيمز (الإنجليزية)
- بيتر فان دين بوسك على موقع Soccerway.com (الإنجليزية)
- بيتر فان دين بوسك على موقع عالم كرة القدم.نت (الإنجليزية)